# Triệu Huệ
Triệu Huệ (chữ Hán: 兆惠, tiếng Mãn: ᠵᠠᠣᡥᡡᡳ, Möllendorff: Jaohūi, đại từ điển: Zhaohuui, Abkai: Jauhvi; 1708 – 1764), tự Hòa Phủ (和甫), là một đại thần, tướng lĩnh đời Càn Long nhà Thanh trong lịch sử Trung Quốc.

## Khởi nghiệp
Ông là người Mãn, thuộc bộ tộc Uya hala (Ô Nhã thị), Chính Hoàng kỳ Mãn Châu. Cha là Phật Tiêu, làm quan đến Đô thống. Xét ra, ông là người cùng bộ tộc với Hiếu Cung Nhân Hoàng hậu (mẹ của Ung Chính Đế).
Năm Ung Chính thứ 9 (1731), Triệu Huệ làm Chương kinh, một chức quan nhỏ phụ trách ghi chép, nhưng là làm việc trong Quân cơ xứ. Từng trải qua các chức vụ Binh bộ Lang trung, Nội các học sĩ, Thịnh Kinh Hình bộ Thị lang. Năm Càn Long thứ 9 (1744), thăng làm Hình bộ Hữu Thị lang. Năm Càn Long thứ 10 (1745) thụ chức Chánh Hoàng kỳ Mãn Châu Phó đô thống. Năm Càn Long thứ 11 (1746), thụ chức Tương Hồng kỳ Hộ quân Thống lĩnh.
Năm Càn Long thứ 13 (1748), trong 1 vụ án phiên dịch lầm tiếng Thanh (tức tiếng Mãn), Triệu Huệ bị đàn hặc là kết án quá nhẹ, bị đề nghị cách chức, nhưng được cho lưu nhiệm. Sau đó kiêm lĩnh Hộ bộ Thị lang. Tháng 6, Triệu Huệ đến Kim Xuyên làm Đốc lương vận, rồi dâng sớ bàn việc vận lương, tâu rằng các tướng chỉ có Ô Nhĩ Đăng, Cáp Phàn Long năng nổ, còn lại các hành tỉnh  đều phát binh không thật; đề nghị cho Kinh lược Phó Hằng tra xét sự thật. Sau khi quân đội trở về, nhận lệnh tra xét quân nhu.
Năm Càn Long thứ 14 (1749), thụ chức Chính Hoàng kỳ Hộ quân Thống lĩnh. Tháng 11, được điều làm Hộ bộ Tả Thị lang.
Năm Càn Long thứ 15 (1750), Triệu Huệ đến Sơn Đông bắt bớ những người tham gia sao chép bản sớ giả của Thượng thư Tôn Gia Cam, tạm giữ chức Tuần phủ.

## Trấn áp bộ tộc Dzungar

### Cung ứng hậu cần
Bộ tộc Ööled là bộ tộc mạnh nhất trong các bộ tộc Mông Cổ quy thuận nhà Thanh. Họ được triều Thanh chuyển sang tên gọi Dzungar, mà chữ Hán là Chuẩn Cát Nhĩ (准噶尔), để tránh gợi đến những ký ức xung đột Mãn - Mông trong quá khứ; và người Dzungar hưởng quy chế tự trị như một tiểu quốc chư hầu trên lãnh địa riêng của mình. Tuy nhiên, nhà Thanh đang cần một cơ hội để tiêu diệt thế lực hùng mạnh này của thảo nguyên và đưa lãnh địa Mông Cổ vào phạm vi kiểm soát của mình.

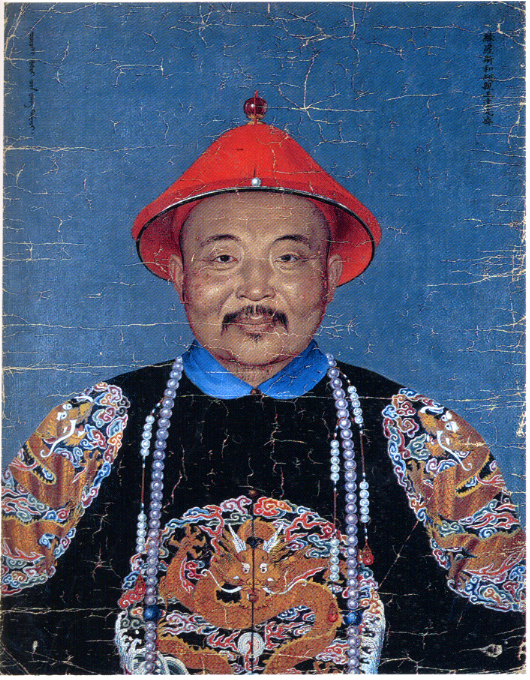
Hãn Dawachi

Năm 1752, hai thủ lĩnh Dzungar là Dawachi (chữ Hán: 達瓦齊, Đạt Ngõa Tề) và Amursana (chữ Hán: 阿睦爾撒納, A Mục Nhĩ Tát Nạp) tranh nhau ngôi vị Hãn. Dawachi thắng thế, tự tuyên bố mình là hãn của Dzungar. Amursana bất phục, khởi binh chống lại, nhưng thất trận, bèn dẫn hơn 2 vạn thủ hạ quy hàng Thanh triều. Nhận thấy đây là cơ hội có một, mặc dù đã công nhận Dawachi là hãn của Dzungar, Càn Long vẫn tiếp nhận Amursana. Năm thứ 18 (1753), Triệu Huệ nhận lệnh đến Tây Tạng phòng bị quân Dawachi. Đến Tạng không lâu, ông dâng sớ xin thay mới chế độ đổi ban của quân Thanh trú phòng: "1000 (binh) tháng 5 năm nay lên đường, tháng 7 đến Tạng; 1000 (binh) tháng 2 năm sau lên đường, tháng 4 đến Tạng". Càn Long phê chuẩn đề nghị này của ông. Năm thứ 19 (1754), Triệu Huệ nhận lệnh làm Hiệp lý Bắc lộ quân vụ, rồi làm Đốc lương vận, chuẩn bị cho quá trình chinh phạt.
Năm thứ 20 (1755), Càn Long phong cho Amursana tước vị Thân vương, chức Bắc lộ Phó tướng, cùng một thủ lĩnh Oirat khác là Tsereng, dẫn quân Thanh tấn công lực lượng của Dawachi. Triệu Huệ xin tham gia quân đội chinh phạt, nhưng Càn Long không trả lời. Bấy giờ, bộ lạc của Amursana chăn nuôi ở Uliastai (Ô Lý Nhã Tô Đài), ông nhận lệnh đến đóng quân ở đó. Taiji của người Dzungar là Cát Lặc Tàng Đa Nhĩ Tể hàng, Triệu Huệ nhận lệnh ban cho ông ta gia súc.
Tháng 3, quân Thanh tấn công thủ phủ Ghulja và bắt được Dawachi, chiếm Y Lê. Tháng 8, đến lượt Amursana phản Thanh, chiếm Y Lê. Tháng 10, ông nhận lệnh coi sóc toàn bộ đài trạm ở Bắc lộ, duy trì liên lạc giữa Bắc lộ của Thiên Sơn và nội địa. Tháng 11, ông nhận lệnh đến Barkol (Ba Lý Khôn) của Tây lộ làm việc, kiêm coi sóc đài trạm ở Ngạch Lâm Cáp Tất Nhĩ Cát (tên núi, ở phía nam thành phố Ô Tô), nhằm trù bị lương hướng, chuẩn bị thảo phạt Amursana.

### Bị vây ở Đặc Nột Cách Nhĩ
Tháng giêng năm thứ 21 (1756), nghe tin Định biên hữu phó tướng quân Tát Lạt Nhĩ từ Y Lê trở về, Triệu Huệ tự đến Đặc Nột Cách Nhĩ (hay Đặc Nạp Cách Nhĩ) , cùng ông ta thương nghị việc thảo phạt. Càn Long nghe được rất hài lòng, bèn cho ông sung chức Tham tán đại thần, theo Đạt Nhĩ Đảng A ra trận. Tháng 3, quân Thanh thu phục Y Lê, nhưng lại để sổng Amursana. Nhận lệnh dời từ Ba Lý Khôn đến đóng quân ở Y Lê, tùy nghi chuẩn bị tăng viện cho quân Thanh vẫn còn đuổi bắt Amursana. Tháng 5, triều đình giải chức Định biên hữu phó tướng quân của Trát Lạp Phong A, Triệu Huệ được thụ chức ấy.
Trời chuyển lạnh, Đạt Nhĩ Đảng A được lệnh rút về. Bọn Tể tang  của các bộ Ách Lỗ Đặc  đi theo quân đội bèn mưu làm loạn. Huy bộ Hãn Bayar (Ba Nhã Nhĩ) cướp đi hơn 500 hộ của Trát Cáp Thấm bộ. Xước La Tư bộ Hãn Cát Lặc Tàng Đa Nhĩ Tể tố cáo tội trạng Ba Nhã Nhĩ, nên Triệu Huệ phái Ninh Hạ tướng quân Hòa Khởi đưa hơn 100 người cùng bọn Thổ Lỗ Phiên bộ Tể tang Bá Khắc Mãng A Lý Khắc tập hợp ở Tích Triển, chuẩn bị chinh thảo Ba Nhã Nhĩ. Nhưng bọn Cát Nhĩ Tàng Đa Nhĩ Tể đã sớm tư thông với Ba Nhã Nhĩ. Giữa đường, cháu trai của Cát Nhĩ Tàng Đa Nhĩ Tể là Trát Na Cát Nhĩ Bố cùng bọn Tể tang Ni Mạ, Cáp Tát Khắc Tích Lạt, Đạt Thập Sách Linh và Mãng A Lý Khắc hợp mưu giết chết Hòa Khởi.
Triệu Huệ nghe tin, tự đem theo 500 quân, từ Y Lê đi qua thành Tể Nhĩ Cáp Lãng  đến Ngạc Lũy Trát Lạp Đồ, trong đêm tối bị Tháp Bản Tập Tái bộ Tể tang Đạt Thập Sách Linh đến tập kích, tuy đẩy lui được địch nhưng thương vong nặng nề. Quân Thanh tiếp tục khổ chiến với phản quân ở Khố Đồ Tề, Đạt Lặc Kỳ. Khi ấy Y Lê đã bị phản quân chiếm mất, ông bèn hướng về Ô Lỗ Mộc Tề mà lui quân. Tháng giêng năm thứ 22 (1757), Triệu Huệ đến được Ô Lỗ Mộc Tề, đẩy lui cuộc tấn công của bọn Cát Lặc Tàng Đa Nhĩ Tể và cháu trai Trát Na Cát Nhĩ Bố. Quân Thanh hết lương thực nên phải ăn thịt ngựa, vừa đi bộ trong tuyết vừa chiến đấu, đến được Đặc Nột Cách Nhĩ thì bị bao vây trùng trùng . Ba Lý Khôn biện sự đại thần Nhã Nhĩ Cáp Thiện sai Thị vệ Đồ Luân Sở soái 800 quân đi cứu viện, ngày thứ 30 thì đến nơi. Triệu Huệ sai Quân hiệu Vân Đa Khắc Đức Lăng Triệt từ trong vòng vây xông ra, phản quân giải vây rút lui. Nhã Nhĩ Cáp Thiện tâu lên tình hình chiến đấu, Càn Long khen ngợi sự dũng cảm của Triệu Huệ, phong làm Nhất đẳng Vũ Nghị bá, thụ Hộ bộ thượng thư, Tương Bạch kỳ Hán quân đô thống, lĩnh Thị vệ nội đại thần. Triệu Huệ có thêm quân của Đồ Luân Sở, quay ra tìm bắt Ba Nhã Nhĩ đến tận đồng bằng sông Mục Lũy, nhưng ông ta đã trốn mất, nên lui về Ba Lý Khôn. Càn Long khen ngợi ông đuổi giặc không nhác, ban cho các thứ đồ ngự là ngọc thiếp , hà bao , tị yên hồ .

### Diệt chủng Chuẩn Cát Nhĩ
Tháng 3 năm thứ 22 (1757), ông nhận lệnh cùng Định biên tướng quân Thành Cổn Trát Bố chia đường diệt trừ quân Ách Lỗ Đặc. Triệu Huệ quay về cùng bọn Tham tán đại thần Ngạc Thực từ Ngạch Lâm Cáp Tất Nhĩ Cát tiến hành tiễu phạt. Khi ấy Trát Na Cát Nhĩ Bố đã giết Cát Lặc Tàng Đa Nhĩ Tể. Còn Amursana từ Cáp Tát Khắc trộm ngựa trốn về Y Lê, cướp bóc bãi chăn của Trát Na Cát Nhĩ Bố.
Triệu Huệ tra xét chứng cứ phản nghịch của những người đứng đầu Hồi bộ ở Thổ Lỗ Phiên là anh em Bố Lạp Ni Đôn  và Hoắc Tập Chiêm , nên lệnh cho Tham tán đại thần Phú Đức đuổi bắt Amursana, còn mình đóng quân ở Tể Nhĩ Cáp Lãng để đợi. Càn Long trách ông và Thành Cổn Trát Bố gấp xét Hồi bộ, chậm bắt Amursana, là không biết nặng nhẹ. Triệu Huệ bèn soái quân đi theo Phú Đức lên phía bắc, sai sứ tuyên dụ Tả, Hữu Cáp Tát Khắc, quân tiếp tục tiến đến bờ tây Ngạch Mật Lặc . Phú Đức đến Tháp Nhĩ Ba Cáp Đài, bắt được Ba Nhã Nhĩ cùng nô bộc của ông ta, đóng cũi đưa về kinh sư. Cáp Tát Khắc hãn A Bố Lãi (Ablai Khan) thu lấy ngựa và gia súc của Amursana, ông ta sợ chạy. Người Cáp Tát Khắc bắt cháu trai Đạt Thập Xa Lăng, Tể tang Tề Ba Hãn của ông ta, giao cho Triệu Huệ. Ông đóng cũi bọn chúng đưa về kinh sư. Đài cát Đạt Ngõa Toàn giết Trát Na Cát Nhĩ Bố, các thủ lĩnh Ách Lỗ Đặc thôn tính lẫn nhau, lại thêm dịch bệnh thủy đậu. Triệu Huệ thừa cơ sai các tướng Đồ Luân Sở, Tam Đạt Bảo, Ái Long A đánh bại phản quân Ách Lỗ Đặc, thu hàng cha con Nạp Mộc Kỳ, đưa về kinh sư. Triệu Huệ tiếp tục tiến lên, hợp quân với Phú Đức, dò biết Amursana đã chạy vào Nga La Tư, tâu xin lui quân.
Càn Long cho Triệu Huệ thụ chức Định biên tướng quân, muốn ông tiễu phạt Đại, Tiểu Hòa Trác. Triệu Huệ xin đóng đồn làm ruộng ở Ô Lỗ Mộc Tề, đợi đến mùa xuân sẽ ra quân; nếu như không thể thắng trận ngay, thì người ngựa không đến nỗi đói kém. Càn Long trách ông nhút nhát. Tháng giêng năm thứ 23 (1758), Triệu Huệ cho rằng người Ách Lỗ Đặc ở Sa Lạt Bá Lặc có trên vạn hộ, nên tiễu trừ trước, rồi mới tính đến Hồi bộ. Càn Long mệnh cho ông đảm nhiệm việc này. Triệu Huệ cùng bọn Phó tướng quân Xa Bố Đăng Trát Bố phụng mệnh tiêu diệt Ách Lỗ Đặc. Ông chia quân làm 4 lộ: Xa Bố Đăng Trát Bố đi Bác La Tháp Lạp, bọn Phó đô thống Hô Nhĩ Khởi đi Ni Lặc Khách (Ni Lặc Khắc), bọn Thị vệ Đạt Lễ Thiện đi (sông) Tề Cách Đặc, tự mình lĩnh binh đi (núi) Bác La Bố Nhĩ Cát Tô ; cuối cùng hội sư ở Y Lê. Phản quân tan rã bỏ trốn, Triệu Huệ thực hiện chỉ ý của Càn Long, tàn sát quân dân Chuẩn Cát Nhĩ, thiêu hủy toàn bộ tài sản, sinh kế của họ. Người Chuẩn Cát Nhĩ bị giết hoặc chết đói, chết rét, chết bệnh lên đến 7, 8 phần 10, số còn lại chạy thoát sang Nga hay Cáp Tát Khắc .

## Bình định Hồi bộ

### Tiến quân thuận lợi
Càn Long cho rằng bọn thủ lĩnh (nguyên văn: Đầu nhân) Cáp Tát Khắc Tích Lạt, Ngạc Triết Đặc hơn 10 người chưa bị bắt, lệnh cho bọn Triệu Huệ cố gắng hơn nữa. Tháng 4, ông giải Ngạc Triết Đặc đưa về kinh sư, dâng sớ rằng: "Việc Chuẩn Cát Nhĩ sắp xong, xin từ Y Lê dời quân hợp công Hồi bộ." Càn Long vẫn đòi Triệu Huệ bắt bọn Cáp Tát Khắc Tích Lạt. Rồi lại lệnh cho ông đến Khố Xa tra xét việc quân, sau đó về kinh sư. Chiếu chưa đến thì Triệu Huệ đã xuất quân, gặp lúc Nhã Nhĩ Cáp Thiện vây Khố Xa, Hoắc Tập Chiêm đột vây chạy thoát. Càn Long muốn trị tội Nhã Nhĩ Cáp Thiện, cho ông thay làm tướng. Triệu Huệ giữa đường dâng sớ nói: "Đưa 800 người đến Khố Xa, cùng Nhã Nhĩ Cáp Thiện hiệp lực tiễu giặc, không đem bộ mặt hổ thẹn quay về." Càn Long khen ngợi ông là năng nổ, trung thành, ban cho Lông công 2 mắt (Hán việt: song nhãn khổng tước linh).
Tháng 10 năm thứ 23 (1758), dò biết Hoắc Tập Chiêm từ Khố Xa chạy vào thành Diệp Nhĩ Khương  (sào huyệt của Hoắc Tập Chiêm) cố thủ, bèn soái quân đi bắt. Đến A Khắc Tô, đầu nhân ở đây là Pha Lạp Đặc hàng. Hòa Điền đầu nhân Hoắc Tập Tư khi xưa bắt Đạt Ngõa Tề có công, đến nay cũng xin quy phụ, rồi chiêu dụ Ô Thập đầu nhân cùng hàng, khiến Diệp Nhĩ Khương bị cô lập. Triệu Huệ chỉ có 400 quân, từ Ô Thập đến đây phải đi 1500 dặm, người ngựa đói mệt, tìm chỗ hiểm yếu đóng trại. Hoắc Tập Chiêm ra đánh, 3 lần đều thua, nên không ra nữa. Triệu Huệ sai Phó đô thống Ái Long A đem 800 người chặn Khách Thập Cát Nhĩ  (sào huyệt của Bố Lạp Ni Đôn) ngăn trở viện quân của địch, rồi soái quân đến sông Thông Lĩnh Nam bày trận. Thông Lĩnh Nam còn gọi là Khách Lạt Ô Tô, dịch ra tiếng Hán là Hắc Thủy, nên người sau gọi nơi ông bày trận là Hắc Thủy doanh.

### Bị vây ở Hắc Thủy doanh
Triệu Huệ nghĩ quân ít mà thành lớn, không dốc sức tấn công; dò biết bãi chăn của địch ở núi Anh Nga Kỳ Bàn, bèn soái khinh kỵ đi phá nát chỗ ấy, hòng dụ địch ra ngoài thành mà chiến đấu. 400 kỵ binh vượt Hắc Thủy thì cầu gãy, Hoắc Tập Chiêm đưa mấy ngàn kỵ binh ra đánh, quân Thanh vừa đánh vừa lội sông, ai cũng liều chết chống địch. Sau 5 ngày đêm, các tướng Cao Thiên Hỷ, Ngạc Thực, Tam Cách, Đặc Thông Ngạch đều tử trận. Ngựa của Triệu Huệ ngã lăn ra lần thứ 2, mặt và chân của ông đều bị thương, nên thu quân. Ông cho đào hào, dựng lũy để giữ, quân Hồi cũng đắp lũy giằng co. Bố Lạp Ni Đôn từ Khách Thập Cát Nhĩ đến, giúp Hoắc Tập Chiêm vây khốn quân Thanh. Bọn Tĩnh nghịch tướng quân Nạp Mục Trát Nhĩ đến cứu, giữa đường gặp quân Hồi, đều tử trận. Càn Long trước đó đã gọi Tác Luân, Sát Cáp Nhĩ, Kiện Duệ doanh cùng 6 kỳ binh ở Thiểm, Cam đi giúp Triệu Huệ; nghe tin ông bị vây, vội gọi Phú Đức đi cứu, lại lệnh cho A Lý Cổn tuyển 3000 chiến mã đưa ra tiền tuyến. Triệu Huệ rời khỏi A Khắc Tô, lệnh Thư Hách Đức ở lại. Đến nay Càn Long sai sứ lệnh cho ông ta đem tình hình bị vây tâu lên, lại khen ngợi Triệu Huệ soái quân vào sâu đất giặc, trung thành dũng cảm, tiến phong Vũ Nghị Mưu Dũng nhất đẳng công, ban cho Hồng bảo thạch mạo đính (mũ) và Đoàn long bổ phục (áo).
Hoắc Tập Chiêm ở thượng du dẫn nước rót vào doanh quân Thanh, Triệu Huệ ở hạ du đào ngòi để chia sức nước. Hoắc Tập Chiêm lại bắn pháo vào doanh quân Thanh, mà doanh trại này dựa vào rừng bách um tùm, đạn găm vào thân cây, quân Thanh đốn cây làm củi, móc ra được mấy vạn viên, bắn trả lại quân Hồi. Sau 3 tháng, quân Thanh hết lương, phải nấu yên ngựa, hoặc cướp bóc dân Hồi để có cái ăn. Gặp lúc Bố Lỗ Đặc bộ vào cướp Anh Cát Sa Nhĩ (gòn gọi là Anh Cát Tát Nhĩ ), đúng ngày hôm ấy Triệu Huệ soái quân đốt lũy quân Hồi, Bố Lạp Ni Đôn, Hoắc Tập Chiêm ngờ rằng ông và Bố Lỗ Đặc bộ có giao ước, nên sai sứ xin hòa. Triệu Huệ nhân đó bắn thư dụ 2 người quy phục mà vào triều, 2 người bắn thư xin triệt vây để gặp mặt, ông không đáp.
Tháng giêng năm thứ 24 (1759), quân Thanh đến cứu viện, giao chiến với quân Hồi. Triệu Huệ thấy ánh lửa ngoài 10 dặm, bụi mù bốc cao thì biết là viện quân đã đến, bèn soái quân phá lũy ra ngoài, gặp được viện quân, rồi quay về A Khắc Tô. Càn Long làm bài phú "Hắc Thủy hành", thuật lại Trận Hắc Thủy, hết lời tán dương Triệu Huệ. Ông dâng sớ từ chối tiến phong và các thứ áo mũ. Càn Long không cho từ chối, còn sai người thăm hỏi mẹ của ông.

### Trấn áp người Hồi
Tháng 6 năm thứ 24 (1759), Triệu Huệ từ Ô Thập tiến đánh Khách Thập Cát Nhĩ, Phú Đức đi cứu Hòa Điền rồi tiến đánh Diệp Nhĩ Khương. Các thành đều mở cửa ra hàng, anh em Bố Lạp Ni Đôn bỏ trốn. Bọn Triệu Huệ phủ dụ dân chúng, vạch rõ cương giới, định thuế má, đúc tiền tệ, chia quân đội Mãn, Hán đóng đồn phòng thủ. Tháng 7, anh em Bố Lạp Ni Đôn bị giết, Càn Long gia thưởng cho ông phẩm cấp dành cho tước Công của Tông thất, 1 bộ yên, cương mà Càn Long đặc biệt ưa thích, lại cho một con trai của ông làm Tam đẳng thị vệ.
Triệu Huệ tiếp tục phủ dụ, an định người Hồi ở 4 thành thuộc về Ngạch Nhĩ Đức Ni Bá Khắc bộ của Hoắc Hãn bộ (Còn gọi là Hạo Hãn bộ) rồi đến các bộ thuộc Bố Lỗ Đặc bộ là Tề Lý Khắc, Ngạch Đức Cách Nạp và A Tể Tất bộ. Tháng 11 năm thứ 24 (1759), Triệu Huệ còn rằng tình hình ở Nam lộ Thiên Sơn vẫn còn chưa yên, cần phải đóng quân nhằm dễ dàng tiến hành đàn áp. Ông xin đóng 1000 quân ở Diệp Nhĩ Khương, đóng 1.000 quân ở Khách Thập Cát Nhĩ, đóng 500 quân ở Anh Cát Sa Nhĩ, cũng đóng quân ở các nơi A Khắc Tô, Ô Thập, rồi lệnh các thành Bá Khắc Luân đổi nhau vào triều kiến.

## Gia nhập Quân cơ xứ
Tháng 2 năm Càn Long thứ 25 (1760), Triệu Huệ đưa quân về triều, Càn Long Đế ra tận Lương Hương , ở phía nam ngoài thành làm lễ Lao . Triệu Huệ vào yết kiến, được ban Triều châu  cùng ngựa tốt, sau đó theo Càn Long Đế về kinh. Trong khi dự tiệc ở vườn Phong Trạch, ông được ban thưởng rất nhiều tiền bạc. Được vẽ tranh treo ở gác Tử Quang.
Tháng 7 năm Càn Long thứ 26 (1761), Triệu Huệ làm Hiệp biện Đại học sĩ, kiêm lĩnh Hình bộ. Từ đây ông chính thức là 1 thành viên trong Quân cơ xứ. Tháng 8, ông cùng Đại học sĩ Lưu Thống Huân tra xét việc sông Dương Kiều bị vỡ đê.
Năm Càn Long thứ 27 (1762), ông lại cùng Thống Huân tra xét Vận Hà, Giang Nam.
Năm Càn Long thứ 28 (1763), Trực Lệ có thủy tai, ông nhận lệnh tra xét hải khẩu, chỉ huy bọn Đồng ngự sử Vĩnh An đào thông suốt đường sông ở các huyện Thiên Tân, Tĩnh Hải, Văn An, Đại Thành. Tháng 12, lại cùng Lưỡng Giang Tổng đốc Doãn Kế Thiện trù hoạch việc đào thông đường sông Kinh Sơn Kiều (còn gọi là Kim Sơn Kiều ).
Tháng 11 năm Càn Long thứ 29 (1764), ông mất, thọ 57 tuổi. Càn Long dự lễ tang, tặng Thái bảo, thụy là Văn Tương. Tháng 11 năm Gia Khánh đầu tiên (1796), được thờ cúng trong Thái miếu.

## Dật sự
Vào kỳ Điện thí năm Càn Long thứ 26 (1761), Triệu Huệ được đặc mệnh làm đại thần đọc Quyển (tức là bài thi). Ông thừa nhận không biết chữ Hán, Càn Long Đế nói rằng các quan đánh chấm tròn lên Quyển, có càng nhiều chấm tròn tức là càng hay. Triệu Huệ chọn Quyển có 9 chấm, là của Triệu Dực, đứng đầu; chọn Vương Kiệt, người Thiểm Tây, đứng thứ 3. Nhưng Thiểm Tây bấy giờ chưa từng có Trạng nguyên, vì thế Càn Long Đế chọn Vương Kiệt đứng đầu, Triệu Dực đứng thứ 3.